# Gestoso (Oencia)
Gestoso es una localidad española que forma parte del municipio de Oencia, en la provincia de León, comunidad autónoma de Castilla y León.

## Geografía

### Ubicación
| Noroeste: Ferramulín | Norte: Villarubín           | Noreste: Villarrubín |
| Oeste: O Soldón      |                             | Este: Leiroso        |
| Suroeste Outeiro     | Sur: El Barco de Valdeorras | Sureste: Arnado      |

## Demografía
Evolución de la población
| Gráfica de evolución demográfica de Gestoso entre 2000 y 2017      |
|                                                                    |
| Población de derecho (2000-2017) según el padrón municipal del INE |